# Heini Messner
Heinrich Messner detto Heini (Obernberg am Brenner, 1º settembre 1939 – 19 ottobre 2023) è stato uno sciatore alpino e allenatore di sci alpino austriaco.

## Biografia

### Carriera sciistica

#### Stagioni 1958-1964
Sciatore polivalente, Messner debuttò in campo internazionale in occasione del 23º trofeo Arlberg-Kandahar, l'8 marzo 1958 a Sankt Anton am Arlberg in discesa libera (65º); nel 1961 fu 2º sia nella discesa libera sia nella combinata disputate in Val Gardena l'11 e il 12 gennaio e vinse lo slalom gigante di La Toussuire del 18 marzo.
Nel 1963 fu 3º nella discesa libera del 28º trofeo Arlberg-Kandahar disputata a Chamonix il 9 marzo e 2º in quella di Zermatt del 15 marzo; l'anno dopo ai IX Giochi olimpici invernali di Innsbruck 1964, sua prima presenza olimpica, si classificò 10º nella discesa libera e in seguito fu 2º nella discesa libera del 16º trofeo delle Tre Funivie disputata a Sestriere il 22 febbraio.

#### Stagioni 1965-1967
L'anno dopo fu 3º sia nella discesa libera del 30º trofeo Arlberg-Kandahar disputata a Sankt Anton am Arlberg il 16 gennaio sia in quella della 14ª Coppa Émile Allais, il 29 gennaio a Megève; nella stessa stagione vinse la combinata della 16ª edizione della 3-Tre a Madonna di Campiglio, piazzandosi anche 2º nello slalom gigante e 3º nella discesa libera. Anche nel 1966 vinse la combinata della 3-Tre, aggiudicandosi anche lo slalom gigante (11-13 febbraio), e ai Mondiali di Portillo 1966 si classificò 4º nella discesa libera, 10º nello slalom gigante e non completò lo slalom speciale.
Prese quindi parte alla prima stagione della Coppa del Mondo e il 5 gennaio 1967 si aggiudicò lo slalom speciale di Berchtesgaden, gara inaugurale del circuito; quel successo rimase l'unico nella sua carriera in Coppa del Mondo. A fine stagione risultò 2º nella classifica generale, superato dal francese Jean-Claude Killy di 111 punti, e 3º in quella di slalom speciale.

#### Stagioni 1968-1972
Dopo essersi aggiudicato la discesa libera della 18ª 3-Tre, nella quale fu anche 2º in combinata, Messner partecipò ai X Giochi olimpici invernali di Grenoble 1968 vincendo la medaglia di bronzo nello slalom gigante, valida anche ai fini dei Mondiali 1968; si classificò inoltre 4º nella discesa libera e 14º nello slalom speciale e conquistò la medaglia di bronzo nella combinata, disputata in sede olimpica ma valida solo ai fini iridati. Nel 1969 s'impose nella combinata del Trofeo del Lauberhorn di Wengen dell'11-12 gennaio e chiuse la stagione di Coppa del Mondo al 2º posto nella classifica di discesa libera superato dal vincitore, il suo connazionale Karl Schranz, di 15 punti.
Ai Mondiali di Val Gardena 1970 si classificò 17º nella discesa libera, 4º nello slalom gigante e non completò lo slalom speciale; il 15 gennaio 1972 sulla Streif di Kitzbühel salì per l'ultima volta sul podio in Coppa del Mondo, giungendo 3º in discesa libera dietro a Schranz e al francese Henri Duvillard. Convocato anche per gli XI Giochi olimpici invernali di Sapporo 1972, sua ultima presenza olimpica, conquistò la medaglia di bronzo nella discesa libera, riconosciuta anche ai fini dei Mondiali 1972. Il 15 marzo seguente il 6º posto nella discesa di Coppa del Mondo disputata sulla Saslong della Val Gardena fu il suo ultimo piazzamento nel circuito, nel quale prese per l'ultima volta il via il 18 marzo successivo a Pra Loup in slalom speciale senza completare la gara.

### Carriera da allenatore
Dopo il ritiro Messner divenne allenatore nei quadri della Federazione sciistica dell'Austria, ricoprendo l'incarico di responsabile del settore femminile della nazionale femminile per due stagioni.

## Palmarès

### Olimpiadi
- 2 medaglie, entrambe valide anche ai fini dei Mondiali:
  - 2 bronzi (slalom gigante a Grenoble 1968; discesa libera a Sapporo 1972)

### Mondiali
- 1 medaglia, oltre a quelle vinte in sede olimpica:
  - 1 bronzo (combinata a Grenoble 1968)

### Coppa del Mondo
- Miglior piazzamento in classifica generale: 2º nel 1967
- 16 podi (10 in discesa libera, 2 in slalom gigante, 4 in slalom speciale):
  - 1 vittoria (in slalom speciale)
  - 9 secondi posti
  - 6 terzi posti

#### Coppa del Mondo - vittorie
| Data           | Località      | Paese          | Specialità |
| -------------- | ------------- | -------------- | ---------- |
| 5 gennaio 1967 | Berchtesgaden | Germania Ovest | SL         |

Legenda:

SL = slalom speciale

### Campionati austriaci
- 12 medaglie[17][senza fonte]:
  - 5 ori (discesa libera nel 1961; slalom speciale nel 1964; slalom speciale nel 1965; slalom gigante, slalom speciale nel 1967)
  - 3 argenti (combinata nel 1963; slalom gigante, combinata nel 1968)
  - 4 bronzi (discesa libera nel 1963; slalom gigante nel 1964; slalom speciale nel 1966; discesa libera nel 1968)

### Campionati austriaci juniores
- 2 medaglie[17][senza fonte]:
  - 1 argento (discesa libera nel 1959)
  - 1 bronzo (combinata nel 1959)